# Jadwiga z Melsztyna
Jadwiga z Melsztyńskich herbu Leliwa (ur. ok. 1388, zm. 23 października 1424) – księżna niemodlińska, strzelecka, prudnicka i głogówecka, wojewodzianka krakowska. Córka kasztelana krakowskiego Spytka z Melsztyna i węgierskiej dwórki Elżbiety Lackfi.

## Życiorys
Była córką Spytka z Melsztyna i Elżbiety Lackfi. W 1401 poślubiła księcia niemodlińskiego Bernarda. Zgodnie z relacją Jana Długosza, Jadwiga wniosła Bernardowi w posagu zamki, które król Polski Władysław II Jagiełło po oblężeniu Opola nadał jej ojcu Spytkowi. Małżeństwo było najprawdopodobniej bezpotomne. Dawniej uważano, że córkami Bernarda i Jadwigi były Jadwiga i Anna. Obecnie uważa się informację na temat córek pary książęcej za mało wiarygodną. Jadwiga zmarła 23 października 1424 i została pochowana w klasztorze franciszkańskim w Opolu.

## Wywód przodków
| 4. Jan Melsztyński        |  |                          |  |  |                        |
|                           |  | 2. Spytko II z Melsztyna |  |  |                        |
| 5. Zofia (Ofka) z Książa? |  |                          |  |  |                        |
|                           |  |                          |  |  | 1. Jadwiga Melsztyńska |
| 6. Emeryk Lackfi          |  |                          |  |  |                        |
|                           |  | 3. Elżbieta Lackfi       |  |  |                        |
| 7. nieznana               |  |                          |  |  |                        |
|                           |  |                          |  |  |                        |